# Werner Kaiser
Werner Kaiser (né le 7 mai 1926 à Munich - mort le 11 août 2013) est un égyptologue allemand. Ses travaux sur la chronologie relative de la Haute-Égypte font aujourd’hui référence dans les milieux scientifiques.

## Publications
- (de) Werner Kaiser, « Zur inneren Chronologie der Naqadakultur », Archaeologia Geographica, no 6,‎ 1957, p. 69-77 ;
- (de) Werner Kaiser, « Zur vorgeschichtlichen Bedeutung von Hierakonpolis », MDAIK, no 16,‎ 1958, p. 183-192 ;
- (de) Werner Kaiser, « Bericht über eine archäologisch-geologische Felduntersuchung in Ober- und Mittelägypten », MDAIK, no 17,‎ 1961, p. 1-53 ;
- (de) Werner Kaiser et Peter Grossmann, « Umm el-Qaab. Nachuntersuchungen im frühzeitlichen Königsfriedhof. 1. Vorbericht », MDAIK, no 35,‎ 1979, p. 155-164 ;
- (de) Werner Kaiser et Günter Dreyer, « Umm el-Qaab. Nachuntersuchungen im frühzeitlichen Königsfriedhof. 2. Vorbericht », MDAIK, no 38,‎ 1983, p. 211-269 ;
- (de) Werner Kaiser, « Zur Südausdehnung der vorgeschichtlichen Deltakulturen und zur frühen Entwicklung in Oberägypten », MDAIK, no 41,‎ 1985, p. 61-87 ;
- (de) Werner Kaiser, « Vier vorgeschichtliche Gefäß von Haraga », MDAIK, no 43,‎ 1987, p. 121-122 ;
- (de) Werner Kaiser, « Zur Entstehung des gesamtägyptischen Staates », MDAIK, no 46,‎ 1990, p. 287-299 ;
- (de) Werner Kaiser, « Zu den Granitkammern und ihren Vorgangerbauten unter der Stufenpyramide und im Südgrab von Djoser », MDAIK, no 53,‎ 1997, p. 195-207.